# アルパイン (アラスカ州)
アルパインは、アメリカ合衆国アラスカ州ノーススロープ郡にある非法人地域で、以前は国勢調査指定地域だった。2000年の国勢調査(en)では人口は0人だったが、2010年の国勢調査(en)では算入されなかった。

## 地理
アルパインは、 北緯70度14分18秒 西経150度59分40秒 / 北緯70.238218度 西経150.994388度にある 。アメリカ合衆国国勢調査局によると、この国勢調査指定地域の総面積は39.2mi2 (101.5km2)で、38.3mi2 (99.1km2) が陸地で 、2.40%にあたるmi2 (2.4km2)が 水域である。そこはナイーキュースの8マイル(13キロメートル)北にある。

## 人口統計
2000年の国勢調査によると 、この国勢調査指定地域には定住者はいなかったが、約250人の労働者が 戸外労働囚人収容所にいた。